# Robin Strasser
Robin Strasser (Nova Iorque, 7 de maio de 1945) é uma atriz estadunidense, mais conhecida por seu papel como Dorian Lord na novela One Life to Live da ABC.

## Prêmios e indicações
Strasser ganhou um Prêmio Emmy do Daytime de Melhor Atriz em Série Dramática em 1982 por sua interpretação de Dorian em One Life to Live e também foi indicada ao prêmio em 1981, 1983, e 1985.